# Partit Laborista Georgià
El Partit Laborista Georgià (georgià საქართველოს ლეიბორისტული პარტია Sakartvelos Leoboristuli Partia, SLP) és un partit polític de Geòrgia. Va ser fundat el 1995 per l'advocat Shalva Natelashvili, qui va ser fins a 2003 un dels polítics més populars del país.

## Programa
El Partit Laborista advoca per una postura socialista a favor de l'assistència sanitària gratuïta, educació gratuïta i serveis socials gratuïts. S'oposa a la privatització d'empreses estratègiques, que es troben en propietat de l'Estat de Geòrgia. També es va manifestar en contra de la intervenció militar de Geòrgia a la guerra d'Iraq.

## Història
A les eleccions locals de Geòrgia de 1998 i 2002 va aconseguir bons resultats. Al Consell de la Ciutat de Tbilisi té 16 dels 49 escons. A les eleccions legislatives georgianes de 1999 van obtenir només el 6,82% dels vots, sense arribar al llindar del 7%. Fins i tot durant les eleccions legislatives georgianes de 2004 va obtenir únicament el 3,89% dels vots, guanyant només 4 diputats per mandat directe. A les eleccions locals d'octubre de 2006 va assolir una mitjana del 6,42% dels vots.
Durant la Revolució Rosada de novembre de 2003 es va posar contra els insurgents, i el 2004 va cridar a la població a la desobediència civil contra el govern, advertint contra una suposada amenaça a Geòrgia dels EUA i els grups pressió jueus i armenis per tal que el país adopti la seva cultura, religió i educació. Això li va donar una quota de popularitat molt baixa. Des del 2006, però ha augmentat a mesura que disminueix la del govern (pel febrer de 2006 se situava en una intenció de vot del 17,5% contra el 16,6% del Moviment Nacional Unit.
Durant les protestes georgianes de 2007 va donar suport al Consell Nacional, però quan es convocaren les eleccions legislatives georgianes de 2008 decidí no formar part de l'Oposició Unida i es presentà en solidari a les eleccions, en les que va obtenir el 7,44% dels vots i 6 escons.